# Table des caractères Unicode/U1D250
Cette page contient des caractères spéciaux ou non latins. S’ils s’affichent mal (▯, ?, etc.), consultez la page d’aide Unicode.
Table des caractères Unicode U+1D250 à U+1D2DF.

## Caractères réservés
Cette plage de valeurs n’est pas encore affectée à l'exception de 1D2C0 à 1D2DF qui concernent les chiffres de Kaktovik.

### Table des caractères
|               | 0 | 1 | 2 | 3 | 4 | 5 | 6 | 7 | 8 | 9 | A | B | C | D | E | F |
| ------------- | - | - | - | - | - | - | - | - | - | - | - | - | - | - | - | - |
| 1D25 ... 1D2D |   |   |   |   |   |   |   |   |   |   |   |   |   |   |   |   |